# Parábola do Tesouro Escondido

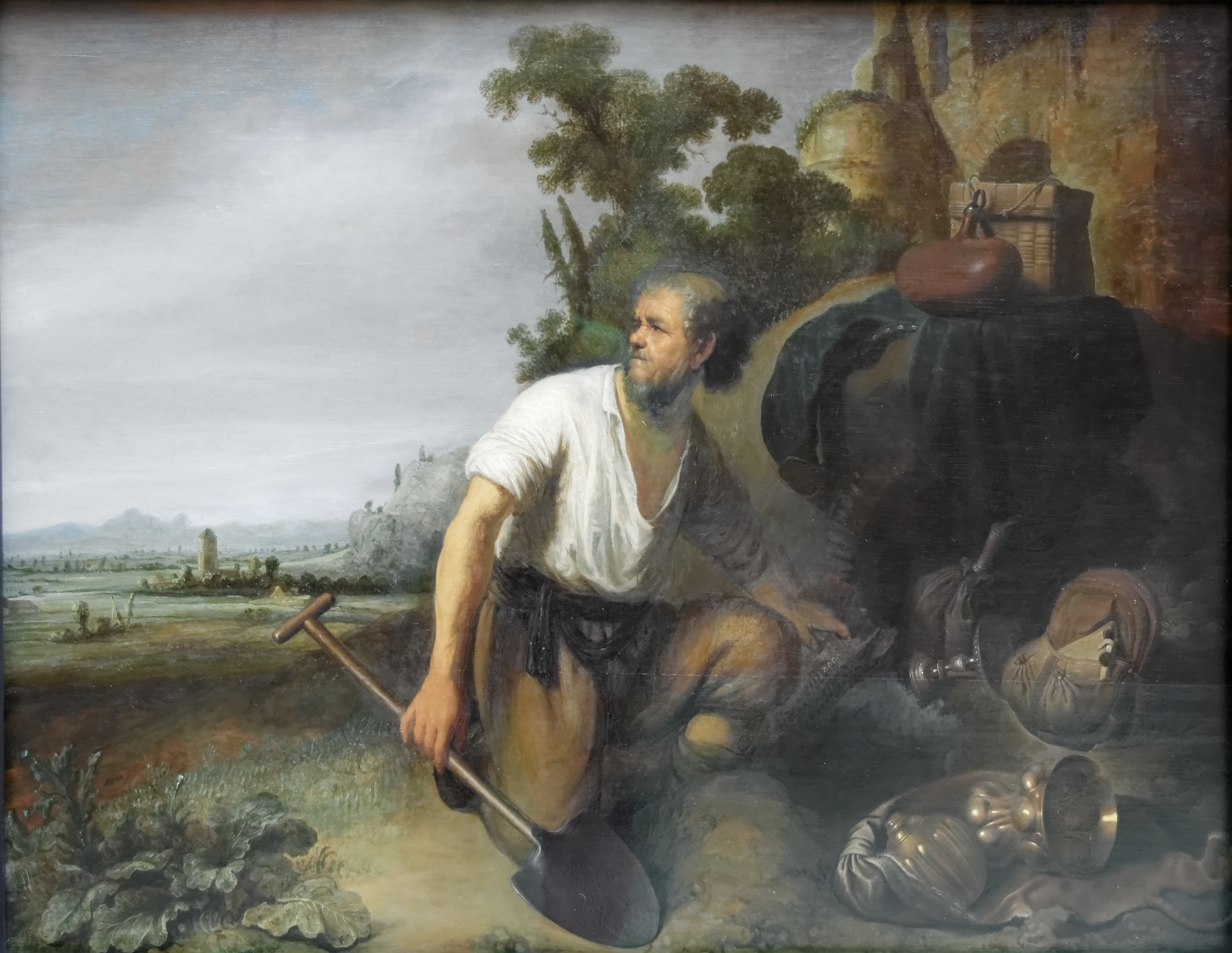
Parábola do Tesouso Escondido.
1630. Por Rembrandt, atualmente no Musée des beaux-arts em Budapeste, na Hungria.

A Parábola do Tesouro Escondido é uma bem conhecida parábola de Jesus. No entanto, ele aparece em apenas um dos evangelhos canônicos do Novo Testamento. De acordo com Mateus 13:44, a parábola ilustra o grande valor do Reino dos Céus.
Ela ocorre logo após a Parábola da Pérola, que tem um tema semelhante. O Tesouro Perdido tem sido retratado por grandes artistas como Rembrandt.

## Narrativa bíblica
| “ | «O reino dos céus é semelhante a um tesouro que, oculto no campo, foi achado e escondido por um homem, o qual, movido de gozo, foi vender tudo o que possuía e comprou aquele campo.» (Mateus 13:44) | ” |

## Evangelho de Tomé
Uma parábola muito similar também aparece no apócrifo gnóstico Evangelho de Tomé (verso 109):
| “ | 109. Disse Jesus: O Reino se parece com um homem que possuía um campo no qual estava oculto um tesouro de que ele nada sabia. Ao morrer, deixou o campo a seu filho, que também não sabia de nada; tomou posse e vendeu o campo – mas o comprador descobriu o tesouro ao arar o campo. | ” |
|   | — Evangelho de Tomé 109. |   |

A versão da Parábola da Pérola em Tomé aparece antes (verso 76), ao invés de imediatamente depois, como em Mateus. Porém, a menção de um tesouro no verso 76 pode refletir uma fonte para o Evangelho de Tomé no qual as parábolas estavam juntas, de forma que o par possa ter sido "separado, colocado em contextos distintos e expandido numa forma típica do folclore". As múltiplas mudanças de propriedade do campo é uma característica singular de Tomé e pode refletir um tema diferente da parábola do Novo Testamento.

## Interpretação

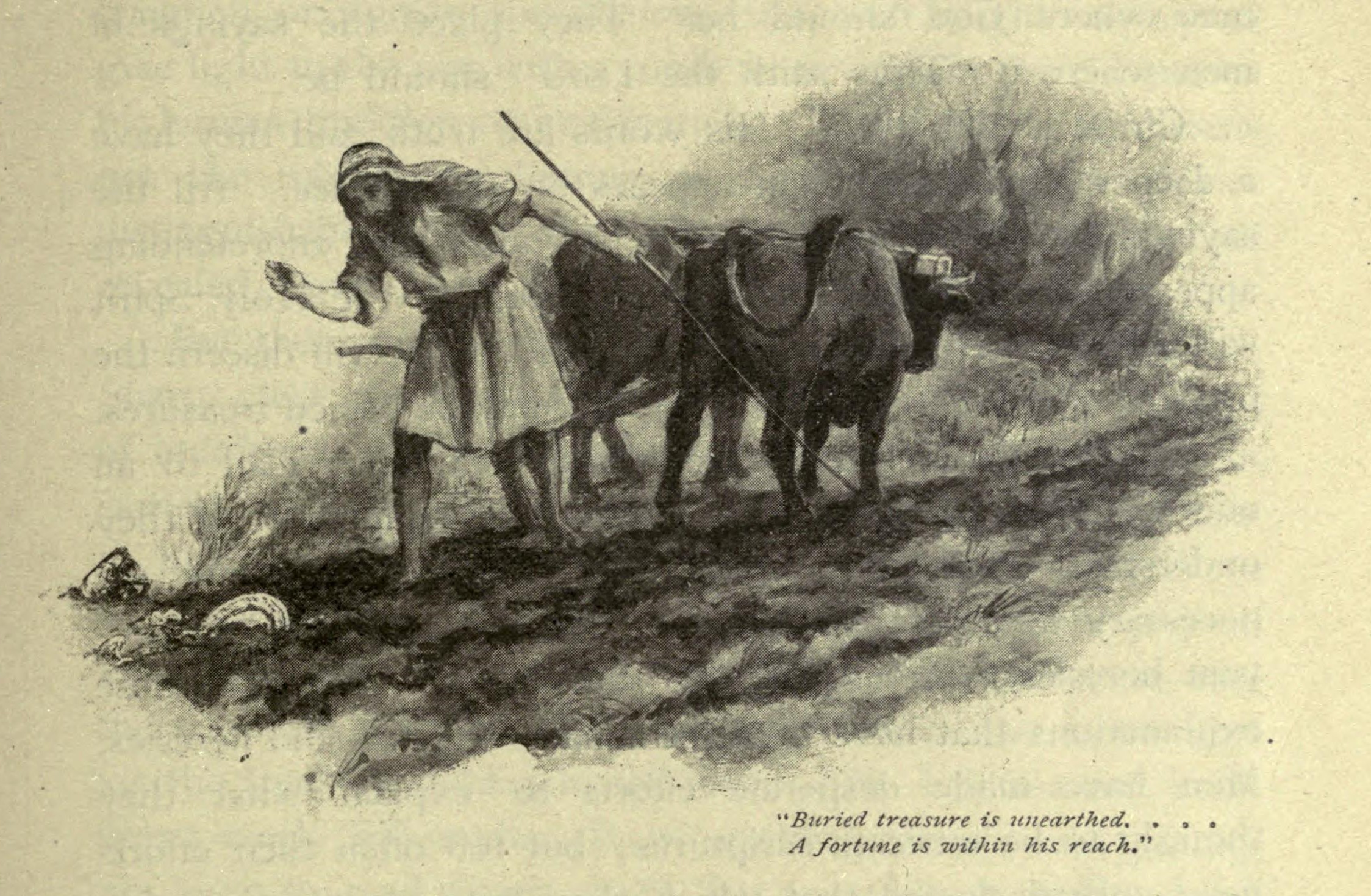
"Um tesouro enterrado é desenterrado; uma fortuna está ao seu alcance."

Esta parábola é geralmente interpretada como ilustrando o grande valor do Reino dos Céus e, portanto, tem um tema semelhante à Parábola da Pérola. John Nolland comenta que a sorte demonstrada na "descoberta" reflete um "privilégio especial", e uma fonte de alegria, mas também reflete um desafio,, como o homem da parábola, que abre mão de tudo o que tem a para reivindicar o maior tesouro que ele já encontrara.
João Calvino escreveu sobre esta parábola:
| “ | As primeiras duas parábolas são destinadas a instruir os crentes a preferirem o Reino dos Céus ao invés do mundo inteiro e, portanto, negarem a si mesmos e a todos os desejos da carne, para que nada possa impedi-los de obter um bem tão valioso. Precisamos muito de tal advertência; pois estamos tão fascinados pelas seduções do mundo que a vida eterna desaparece da nossa vista; e, em conseqüência da nossa carnalidade, as graças espirituais de Deus estão longe de serem estimadas por nós na medida que merecem. | ” |
|   | — João Calvino, Comentários sobre Mateus, Lucas e Marcos - volume 2. |   |

A natureza oculta do tesouro pode indicar que o Reino dos Céus "ainda não foi revelada a todos."  No entanto, outras interpretações da parábola existem, nas quais o tesouro representaria Israel ou a Igreja .